# لشکر ۹ بدر
لشکر ۹ بدر از لشکرهای پیاده نیروی زمینی سپاه پاسداران انقلاب اسلامی بود، که در سال ۱۳۶۱ در خلال جنگ ایران و عراق، تحت عنوان تیپ ۹ بدر تأسیس شد، نخستین فرمانده آن اسماعیل دقایقی بود و نیروهای آن از گروه احرار؛ متشکل از اسرای عراقی و گروه مجاهدین عراقی که از مخالفین دولت صدام حسین در عراق بودند، تشکیل می‌شد. لشکر ۹ بدر در طول جنگ در عملیات‌های عاشورا، قدس ۴، کربلای ۲، کربلای ۴ و کربلای ۵، خیبر، بدر و مرصاد به‌عنوان یگان عمل‌کننده شرکت داشت. لشکر ۹ بدر پس از جنگ، به سپاه بدر ارتقا یافت و هم‌اکنون این یگان همچنان در قالب شاخه نظامی سازمان بدر به فعالیت خود ادامه می‌دهد.